# 北卡罗来纳州保险专员
北卡罗来纳州保险专员（英語：North Carolina Commissioner of Insurance）是美国北卡罗来纳州的全州民选职位，为宪法所设定的职位，领导该州保险部并担任北卡罗来纳州州务委员会成员。现任专员是迈克·考西，自2017年1月1日起担任该职位。

## 职位历史

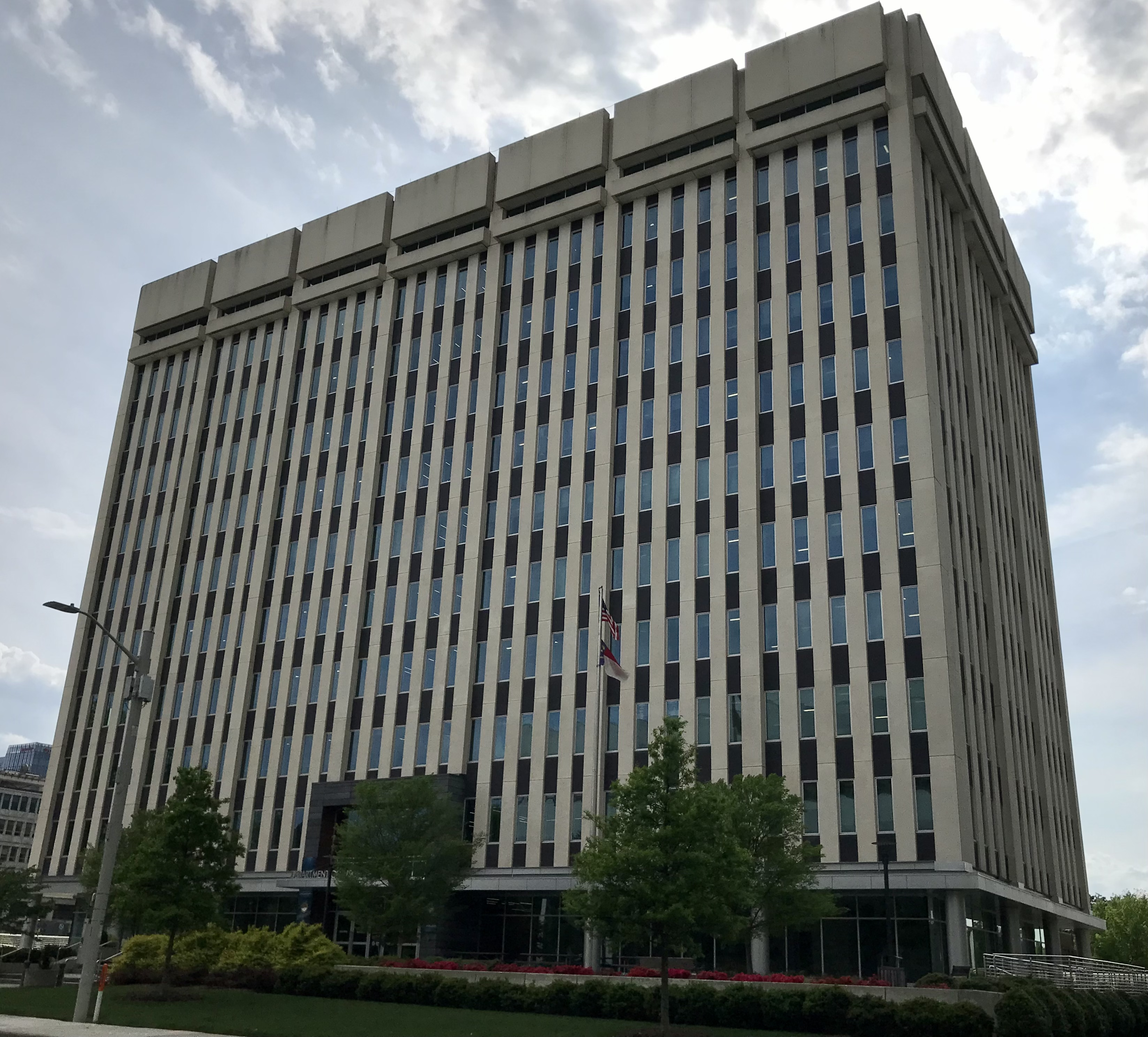
阿尔比马尔大楼是北卡罗来纳州保险部的办公地点

北卡罗来纳州最初由州务卿负责监管保险事务。1899年3月6日，州议会设立保险部，并决定首任保险专员由立法机构选举产生。设立当日，议会选举詹姆斯·R·扬出任首任保险专员，任期两年。之后扬多次获得州长任命，任期皆为四年。就在保险部职位设立的同年，相关法律规定保险专员兼任州消防专员。后来议会于1907年决定举行修宪公投，改为由普选产生保险专员，任期四年，自1908年起实施。该公投获得通过，长期获得任命的扬随后通过选举再度连任。保险专员职位于1944年被正式列入宪法，而宪法研究委员会后于1968年建议改由州长任命保险专员，以缩短选票并减轻选民负担。但该建议未被州议会采纳，并且在1971年宪法修订中予以保留。1998年4月1日，时任专员詹姆斯·E·朗在保险部内正式设立州消防局长办公室，而在2023年11月获签署的一项法案决定自2024年1月1日起将消防局长办公室独立为单设机构。现任保险专员迈克·考西的就职日期为2017年1月1日，是首位当选该职位的共和党人。

## 权责及架构
根据《北卡罗来纳州宪法》第三章第七节，保险专员由公众每四年选举产生，任期不设上限。北卡罗来纳州是全美11个由选民直接选举保险专员的州之一。若该职位出现空缺，州长有权任命继任者，直至下一届州议会选举时选出正式人选。依据宪法第三章第八节，保险专员为州务委员会成员，同时在州长继任顺位中列第十一位。
保险专员主管北卡罗来纳州保险部。该机构负责监管州内保险销售，并对汽车俱乐部、保费融资公司、保释担保人及催收机构发放执照。保险部下设三个职能组，其中公共服务组负责回应消费者咨询并调查保险欺诈，公司服务组负责评估保险公司的财务状况并开展精算研究，而技术服务组则负责监测保险费率及行业行为。截至2025年5月保险部共有582名员工，均依《州人力资源法》聘用。与所有州务委员会成员一样，保险专员的薪酬由州议会决定，任期内不得下调。截至2025年，保险专员年薪为168,384美元，其办公地点设于罗利市中心的阿尔比马尔大楼。

## 保险专员列表
| 任次 | 专员 | 专员            | 在任时间        | 党派   | 来源   |
| ---- | ---- | --------------- | --------------- | ------ | ------ |
| 1    |      | 詹姆斯·R·扬     | 1899年 – 1921年 | 民主党 | [ 20 ] |
| 2    |      | 斯泰西·W·韦德   | 1921年 – 1927年 | 民主党 | [ 20 ] |
| 3    |      | 丹尼尔·C·博尼   | 1927年 – 1942年 | 民主党 | [ 20 ] |
| 4    |      | 威廉·P·威廉     | 1942年 – 1949年 | 民主党 | [ 20 ] |
| 5    |      | 沃尔多·C·奇克   | 1949年 – 1953年 | 民主党 | [ 20 ] |
| 6    |      | 查尔斯·F·戈尔德 | 1953年 – 1962年 | 民主党 | [ 20 ] |
| 7    |      | 埃德温·S·拉尼尔 | 1962年 – 1973年 | 民主党 | [ 20 ] |
| 8    |      | 约翰·R·英格拉姆 | 1973年 – 1985年 | 民主党 | [ 20 ] |
| 9    |      | 詹姆斯·E·朗     | 1985年 – 2009年 | 民主党 | [ 20 ] |
| 10   |      | 韦恩·古德温     | 2009年 – 2017年 | 民主党 | [ 21 ] |
| 11   |      | 迈克·考西       | 2017年至今      | 共和党 | [ 8 ]  |

## 引用著作
- Guillory, Ferrel.  (PDF). N.C. Insight (N.C. Center for Public Policy Research). June 1988: 40–44.
- . Raleigh: North Carolina Department of the Secretary of State. 2011. OCLC 2623953.
- Orth, John V.; Newby, Paul M.  second. Oxford University Press. 2013. ISBN 9780199300655.